# A Love to Last
A Love to Last es una serie de televisión filipina transmitida por ABS-CBN desde el 9 de enero hasta el 22 de septiembre de 2017.
Está protagonizada por Bea Alonzo y Ian Veneracion, con la participación antagónica de Iza Calzado, y las actuaciones estelares de Julia Barretto, Juan Karlos Labajo y Hannah Vito.

## Argumento
La historia sigue a dos personas diferentes, Andeng (Bea Alonzo) y Anton (Ian Veneracion), que demostrarán que dos corazones rotos pueden hacer que su amor dure o no.

## Elenco

### Elenco principal
- Bea Alonzo como Andrea "Andeng" Agoncillo.
- Ian Veneracion como Antonio "Anton" Noble, IV.
- Iza Calzado como Grace Silverio-Noble.
- Enchong Dee como Andrew Agoncillo.
- Julia Barretto como Chloe Noble.
- Ronnie Alonte como Christopher "Tupe" Dimayuga.
- Juan Karlos Labajo como Lucas Noble.
- Hannah Vito como Kitty Noble.

### Elenco recurrente
- Tirso Cruz III como Antonio "Tony" Noble, III.
- Perla Bautista como Carla "Mameng" Agoncillo.
- Khalil Ramos como Red Hernández.
- Irma Adlawan como Virginia "Baby" Custodio-Agoncillo.
- Melanie Marquez como Miriam "Mimi" Stuart.
- Bernard Palanca como Tom Gonzales.
- Justin Cuyugan como Gerry.
- Matet de Leon como Tracy Buenaventura.
- Arlene Muhlach como Noemi Agoncillo.
- Anna Marin como Cecilia Hernandez-Noble.
- Jenine Desiderio como Betty Agoncillo.
- Denise Joaquin como Maggie Agoncillo.
- Pamu Pamorada como Maxine.
- Prince Stefan como Oscar.
- Sam Thurman como Marcus.
- Patricia Ysmael como Astrid.
- Troy Montero como Michael.
- Carla Martinez como Dianne Silverio.
- Lilet como Amina Gonzales.
- Michael Flores como Marlon Gonzales.
- Alvin Anson como Simon Sumulong.
- Cris Villanueva como Paul Silverio.
- Lui Manansala como Yaya Diding.
- Kim Molina como Anjanette.
- Minnie Aguilar como Lota.
- Kyra Custodio como Lucy.
- Ethyl Osorio como Francia.
- Trina "Hopia" Legaspi como Kath.
- Josh Ivan Morales como Berto.
- Miguel Diokno como Santino Agoncillo.
- Lance Lucido como Marty.
- Aaliyah Belmoro
- Eric Nicolas como Gaston Dimayuga.
- Marc Santiago como Donald Dimayuga.
- Via Veloso como Susan.
- Richard Manabat como Boyet Agoncillo.
- Dwight Gaston como Jordan.
- Via Carillo como Morgana Agoncillo.
- Uajo Manarang como Vincent Agoncillo.
- Khalil Ramos como Red Fernandez.
- Jade Ecleo como Catherine Agoncillo.
- Marianne Guidiotti como Karen Noble.
- Erika Padilla como Melissa.
- Riva Quenery como Coleen.
- Luke Jickain como Mr. Salcedo
- Krystal Mejes
- Scott Tibayan como Fred.

## Emisión internacional
- Estados Unidos: Pasiones (2021).
- Perú: Panamericana Televisión (2021).